# 櫻井孝之
櫻井 孝之（さくらい たかゆき、1989年12月27日 - ）は、日本の俳優である。
北海道出身。小樽商科大学商学部卒業。オムニア所属。

## 来歴・人物
札幌でモデルとして活動。のちに東京を基盤とし、俳優として活躍。
身長は183センチ。特技は野球・殺陣、趣味は読書・料理・ロードバイク・登山・ダーツ・銭湯。

## 出演

### 映画
- 探偵はBARにいる（2011年）
- サムライマラソン（2019年）
- はぐれアイドル地獄変（2020年）矢島ノブオ 役
- 記憶屋 あなたを忘れない （2020年）

### テレビ
- クロスロード3（2018年、NHK-BS）
- 湯けむり美人出会い旅（2018年、CS） - 第5話：ヒロイン相手 役
- 不発弾（2018年、WOWOW）
- Followers（2019年、Netflix）
- コーヒー&バニラ 第8話（2019年、MBS）
- 執事 西園寺の名推理2（2019年、テレビ東京）

### CM
- JRタワー サマーバーゲン（2011年）
- 西野学園（2011年）
- セイコーマート（2012年）
- プレイランドハッピー（2012年）
- SANKYO（2018年）
- ベリーベスト法律事務所（2018年）

### その他
- ゼクシィ 三越フロアショー（2011年）
- 紳士服はるやま（2012年・2013年） - イメージモデル
- イトーヨーカドー 今が旬くんコンテスト（2015年） - 審査員特別賞
- エイ出版（2016年） - モデル
- リュミエリーナ ヘアビューロン
- ヴァリック 快活クラブ（2018年、WEB）
- 輪-RIN-（2018年、WEB）
- グラウクス KURADASHI（2018年、WEB）
- カラオケシダックス（2018年）

### 舞台
- 心は孤独なアトム（2014年）
- 遙かなる時空の中で6（2015年）- 萩尾九段 役
  - 遙かなる時空の中で6 幻燈ロンド（2017年）
- ハマトラ THE STAGE -DOUBLE MISSION（2015年）
- 春は夜来る（2016年） - 蔵前田桃史 役
- 深夜の婚姻届（2019年） - 早乙女陸 役
- ガラスの仮面 愛のメソッド2019（2019年） - 日向 役